# Giải vô địch bóng đá U-16 châu Á 2014
Giải vô địch bóng đá U-16 châu Á 2014 (tiếng Anh: 2014 AFC U-16 Championship) là giải vô địch bóng đá U-16 châu Á của các tổ chức Liên đoàn bóng đá châu Á (AFC) cho các cầu thủ trong độ tuổi 16. Thái Lan đã được phê duyệt như chủ nhà của các đối thủ cạnh tranh vào ngày 25 tháng 4 năm 2013. Giải đấu được tổ chức từ ngày 06 đến ngày 20 tháng 9 năm 2014, với bốn đội đứng đầu vòng loại Giải vô địch bóng đá U-17 thế giới 2015 tại Chile.
Bắc Triều Tiên đoạt giải, và sự tham gia của Hàn Quốc, Úc, và Syria như vòng loại AFC cho Giải vô địch bóng đá U-17 thế giới 2015.

## Địa điểm
| Băng Cốc                 | Nonthaburi       | Băng CốcNonthaburi Vị trí các sân vận động của Giải vô địch bóng đá U-16 châu Á 2014 |
| ------------------------ | ---------------- | ------------------------------------------------------------------------------------ |
| Sân vận động Rajamangala | Sân vận động SCG | Băng CốcNonthaburi Vị trí các sân vận động của Giải vô địch bóng đá U-16 châu Á 2014 |
|                          |                  | Băng CốcNonthaburi Vị trí các sân vận động của Giải vô địch bóng đá U-16 châu Á 2014 |
| Sức chứa: 49.722         | Sức chứa: 15.000 | Băng CốcNonthaburi Vị trí các sân vận động của Giải vô địch bóng đá U-16 châu Á 2014 |

## Vòng loại
Lễ bốc thăm vòng loại được diễn ra vào ngày 26 tháng 4 năm 2013 tại Kuala Lumpur, Malaysia.

### Các đội giành quyền tham dự
- Úc
- Trung Quốc
- Hồng Kông
- Iran
- Nhật Bản
- Kuwait
- Malaysia
- Nepal
- CHDCND Triều Tiên
- Oman
- Qatar
- Ả Rập Xê Út
- Hàn Quốc
- Syria
- Thái Lan (Chủ nhà)
- Uzbekistan

## Hạt giống
Lễ bốc thăm cho vòng bảng được diễn ra vào ngày 6 tháng 4 năm 2014 tại Băng Cốc, Thái Lan.
| Nhóm 1                                  | Nhóm 2                         | Nhóm 3                                              | Nhóm 4                               |
| --------------------------------------- | ------------------------------ | --------------------------------------------------- | ------------------------------------ |
| Thái Lan · Uzbekistan · Nhật Bản · Iran | Hàn Quốc · Syria · Kuwait · Úc | Trung Quốc · Oman · CHDCND Triều Tiên · Ả Rập Xê Út | Qatar · Nepal · Malaysia · Hồng Kông |

## Vòng bảng
Tất cả giờ thi đấu tính theo giờ địa phương (UTC+7).

### Bảng A
| Đội      | Tr | T | H | B | BT | BB | HS | Đ |
| -------- | -- | - | - | - | -- | -- | -- | - |
| Hàn Quốc | 3  | 3 | 0 | 0 | 6  | 1  | +5 | 9 |
| Malaysia | 3  | 2 | 0 | 1 | 3  | 2  | +1 | 6 |
| Thái Lan | 3  | 1 | 0 | 2 | 1  | 3  | −2 | 3 |
| Oman     | 3  | 0 | 0 | 3 | 2  | 6  | −4 | 0 |

| Hàn Quốc                                            | 3–1      | Oman           |
| --------------------------------------------------- | -------- | -------------- |
| Kim Jung-Min 22' · Yu Seung-Min 86' · You Ju-An 90' | Chi tiết | Al-Yahmadi 31' |

| Thái Lan | 0–1      | Malaysia    |
| -------- | -------- | ----------- |
|          | Chi tiết | Syazwan 34' |

| Malaysia | 0–1      | Hàn Quốc          |
| -------- | -------- | ----------------- |
|          | Chi tiết | Lee Seung-Woo 15' |

| Oman | 0–1      | Thái Lan   |
| ---- | -------- | ---------- |
|      | Chi tiết | Samart 60' |

| Thái Lan | 0–2      | Hàn Quốc                                  |
| -------- | -------- | ----------------------------------------- |
|          | Chi tiết | Lee Seung-Woo 45+1' · Hwang Tae-Hyoen 62' |

| Oman            | 1–2      | Malaysia           |
| --------------- | -------- | ------------------ |
| Al-Ubaidani 68' | Chi tiết | Najmuddin 64', 77' |

### Bảng B
| Đội        | Tr | T | H | B | BT | BB | HS | Đ |
| ---------- | -- | - | - | - | -- | -- | -- | - |
| Úc         | 3  | 3 | 0 | 0 | 9  | 2  | +7 | 9 |
| Nhật Bản   | 3  | 2 | 0 | 1 | 7  | 4  | +3 | 6 |
| Trung Quốc | 3  | 1 | 0 | 2 | 2  | 6  | −4 | 3 |
| Hồng Kông  | 3  | 0 | 0 | 3 | 0  | 6  | −6 | 0 |

| Nhật Bản              | 2–0      | Hồng Kông |
| --------------------- | -------- | --------- |
| Ritsu 53' · Daiki 73' | Chi tiết |           |

| Úc                                      | 3–0      | Trung Quốc |
| --------------------------------------- | -------- | ---------- |
| Bandiera 16' · Joice 60' · Petratos 72' | Chi tiết |            |

| Hồng Kông | 0–2      | Úc                         |
| --------- | -------- | -------------------------- |
|           | Chi tiết | Devereux 27' · Reiners 86' |

| Trung Quốc | 0–3      | Nhật Bản                                       |
| ---------- | -------- | ---------------------------------------------- |
|            | Chi tiết | Daiki 48' (ph.đ.) · Toshiki 54' · Nagasawa 57' |

| Nhật Bản                | 2–4      | Úc                                |
| ----------------------- | -------- | --------------------------------- |
| Takumi 27' · Takuya 69' | Chi tiết | Brimmer 15', 59' · Joice 25', 81' |

| Trung Quốc                           | 2–0      | Hồng Kông |
| ------------------------------------ | -------- | --------- |
| Hà Tân 25' (ph.đ.) · Doãn Lưu Vũ 66' | Chi tiết |           |

### Bảng C
| Đội               | Tr | T | H | B | BT | BB | HS | Đ |
| ----------------- | -- | - | - | - | -- | -- | -- | - |
| Uzbekistan        | 3  | 2 | 1 | 0 | 8  | 5  | +3 | 7 |
| CHDCND Triều Tiên | 3  | 2 | 0 | 1 | 9  | 4  | +5 | 6 |
| Nepal             | 3  | 1 | 1 | 1 | 4  | 6  | −2 | 4 |
| Kuwait            | 3  | 0 | 0 | 3 | 3  | 9  | −6 | 0 |

| Uzbekistan           | 1–1      | Nepal       |
| -------------------- | -------- | ----------- |
| Kuchimov 54' (ph.đ.) | Chi tiết | Sunar 90+4' |

| Kuwait | 0–3      | CHDCND Triều Tiên                                                   |
| ------ | -------- | ------------------------------------------------------------------- |
|        | Chi tiết | Han Kwang-Song 5' (ph.đ.) · Jong Chang-Bom 73' · Choe Song-Hyok 83' |

| Nepal                                   | 2–1      | Kuwait                |
| --------------------------------------- | -------- | --------------------- |
| Al-Khaldi 3' (l.n.) · Magar 81' (ph.đ.) | Chi tiết | Al-Bariki 75' (ph.đ.) |

| CHDCND Triều Tiên                       | 2–3      | Uzbekistan                           |
| --------------------------------------- | -------- | ------------------------------------ |
| Han Kwang-Song 17' · Jong Chang-Bom 60' | Chi tiết | Nurulloev 40', 59' · Ganijonov 45+2' |

| Uzbekistan                                                 | 4–2      | Kuwait                          |
| ---------------------------------------------------------- | -------- | ------------------------------- |
| Abramov 9' · Kuchimov 43' · Nurulloev 68' · Kholikov 90+4' | Chi tiết | Al Hadiyah 45' · Mohammad 45+2' |

| CHDCND Triều Tiên                                                | 4–1      | Nepal      |
| ---------------------------------------------------------------- | -------- | ---------- |
| Ju Hyon-Hyok 4' · Choe Song-Hyok 23', 45+1' · Han Kwang-Song 27' | Chi tiết | Tamang 26' |

### Bảng D
| Đội         | Tr | T | H | B | BT | BB | HS | Đ |
| ----------- | -- | - | - | - | -- | -- | -- | - |
| Iran        | 3  | 2 | 0 | 1 | 6  | 5  | +1 | 6 |
| Syria       | 3  | 1 | 2 | 0 | 3  | 2  | +1 | 5 |
| Qatar       | 3  | 0 | 2 | 1 | 4  | 5  | −1 | 2 |
| Ả Rập Xê Út | 3  | 0 | 2 | 1 | 2  | 3  | −1 | 2 |

| Iran                          | 3–2      | Qatar          |
| ----------------------------- | -------- | -------------- |
| Karimi 22' · Shekari 48', 61' | Chi tiết | Palang 4', 59' |

| Syria | 0–0      | Ả Rập Xê Út |
| ----- | -------- | ----------- |
|       | Chi tiết |             |

| Qatar      | 1–1      | Syria      |
| ---------- | -------- | ---------- |
| Mazeed 60' | Chi tiết | Al-Aji 21' |

| Ả Rập Xê Út  | 1–2      | Iran                    |
| ------------ | -------- | ----------------------- |
| Abdullah 41' | Chi tiết | Shamsi 64' · Karimi 65' |

| Iran              | 1–2      | Syria                  |
| ----------------- | -------- | ---------------------- |
| Soltanimehr 45+2' | Chi tiết | Jaddoua 26' · Naem 40' |

| Ả Rập Xê Út | 1–1      | Qatar        |
| ----------- | -------- | ------------ |
| Dubaysh 86' | Chi tiết | Palang 90+4' |

## Vòng đấu loại trực tiếp
|  | Tứ kết                  | Tứ kết              |                         |       | Bán kết | Bán kết |  |  | Chung kết | Chung kết |
|  |                         |                     |                         |       |         |         |  |  |           |           |
|  | 14 tháng 9 năm 2014     |                     |                         |       |         |         |  |  |           |           |
|  |                         |                     |                         |       |         |         |  |  |           |           |
|  | Hàn Quốc                | 2                   |                         |       |         |         |  |  |           |           |
|  | Hàn Quốc                | 2                   | 17 tháng 9 năm 2014     |       |         |         |  |  |           |           |
|  | Nhật Bản                | 0                   |                         |       |         |         |  |  |           |           |
|  | Nhật Bản                | 0                   | Hàn Quốc                | 7     |         |         |  |  |           |           |
|  | 14 tháng 9 năm 2014     |                     | Hàn Quốc                | 7     |         |         |  |  |           |           |
|  |                         |                     | Syria                   | 1     |         |         |  |  |           |           |
|  | Uzbekistan              | 2                   | Syria                   | 1     |         |         |  |  |           |           |
|  | Uzbekistan              | 2                   | 20 tháng 9 năm 2014     |       |         |         |  |  |           |           |
|  | Syria                   | 5                   |                         |       |         |         |  |  |           |           |
|  | Syria                   | 5                   | Hàn Quốc                | 1     |         |         |  |  |           |           |
|  | 14 tháng 9 năm 2014     |                     | Hàn Quốc                | 1     |         |         |  |  |           |           |
|  |                         | CHDCND Triều Tiên   | 2                       |       |         |         |  |  |           |           |
|  | Úc                      | CHDCND Triều Tiên   | 2                       | 2     |         |         |  |  |           |           |
|  | Úc                      | 17 tháng 9 năm 2014 |                         | 2     |         |         |  |  |           |           |
|  | Malaysia                | 1                   |                         |       |         |         |  |  |           |           |
|  | Malaysia                | 1                   | Úc                      | 1 (1) |         |         |  |  |           |           |
|  | 14 tháng 9 năm 2014     |                     | Úc                      | 1 (1) |         |         |  |  |           |           |
|  |                         |                     | CHDCND Triều Tiên (pen) | 1 (4) |         |         |  |  |           |           |
|  | Iran                    | 0 (2)               | CHDCND Triều Tiên (pen) | 1 (4) |         |         |  |  |           |           |
|  | Iran                    | 0 (2)               |                         |       |         |         |  |  |           |           |
|  | CHDCND Triều Tiên (pen) | 0 (4)               |                         |       |         |         |  |  |           |           |
|  | CHDCND Triều Tiên (pen) | 0 (4)               |                         |       |         |         |  |  |           |           |
|  |                         |                     |                         |       |         |         |  |  |           |           |

### Tứ kết
| Hàn Quốc               | 2–0      | Nhật Bản |
| ---------------------- | -------- | -------- |
| Lee Seung-Woo 42', 47' | Chi tiết |          |

| Úc                     | 2–1      | Malaysia |
| ---------------------- | -------- | -------- |
| Joice 35' · Maskin 76' | Chi tiết | Raj 31'  |

| Uzbekistan                 | 2–5      | Syria                                            |
| -------------------------- | -------- | ------------------------------------------------ |
| Shokhrukh 62', 87' (ph.đ.) | Chi tiết | Barakat 16', 30', 48' · Jaddoua 52' · Al-Aji 55' |

| Iran                                       | 0–0      | CHDCND Triều Tiên                                       |
| ------------------------------------------ | -------- | ------------------------------------------------------- |
|                                            | Chi tiết |                                                         |
| Loạt sút luân lưu                          |          |                                                         |
| Soltanpour · Karimi · Daghestani · Shekari | 2–4      | Han Kwang-Song · Kim Wi-Song · Kim Ye-Bom · Ri Kuk-Hyon |

### Bán kết
| Hàn Quốc | 7–1      | Syria      |
| --- | -------- | ---------- |
| Jang Gyeol-Hee 6', 49' · Lee Seung-Woo 47' (ph.đ.) · Jang Jae-Won 52' · Park Sang-Hyeok 57' · Lee Sang-Heon 60' · Lee Sang-Min 62' | Chi tiết | Al-Aji 61' |

| Úc                          | 1–1      | CHDCND Triều Tiên                                     |
| --------------------------- | -------- | ----------------------------------------------------- |
| Arzani 85'                  | Chi tiết | Pak Yong-Gwan 47'                                     |
| Loạt sút luân lưu           |          |                                                       |
| Brimmer · Rowles · Bandiera | 1–4      | Kim Wi-Song · Kim Ye-Bom · Ri Kuk-Hyon · Jang Song-Il |

### Chung kết
| Hàn Quốc           | 1–2      | CHDCND Triều Tiên                       |
| ------------------ | -------- | --------------------------------------- |
| Choi Jae-Young 34' | Chi tiết | Han Kwang-Song 50' · Choe Song-Hyok 67' |

## Vô địch
| Giải vô địch bóng đá U-16 châu Á 2014 |
| ------------------------------------- |
| · CHDCND Triều Tiên · Lần thứ hai     |

## Đội giành quyền tham dự giải vô địch bóng đá U-17 thế giới 2015
Bốn đội sau đây giành quyền tham dự Giải vô địch bóng đá U-17 thế giới 2015:
| Đội               | Ngày vượt qua vòng loại | Số lần tham dự Giải vô địch bóng đá U-17 thế giới trước đó1                     |
| ----------------- | ----------------------- | ------------------------------------------------------------------------------- |
| Úc                | 14 tháng 9 năm 2018     | 11 (19852, 19872, 19892, 19912, 19932, 19952, 19992, 20012, 20032, 20052, 2011) |
| CHDCND Triều Tiên | 14 tháng 9 năm 2018     | 3 (2005, 2007, 2011)                                                            |
| Hàn Quốc          | 14 tháng 9 năm 2018     | 4 (1987, 2003, 2007, 2009)                                                      |
| Syria             | 14 tháng 9 năm 2018     | 1 (2007)                                                                        |

1 Chữ in đậm chỉ ra vô địch cho năm đó. Chữ in nghiêng chỉ ra chủ nhà cho năm đó.
2 Australia đại diện cho OFC trong thời gian từ năm 1985 đến năm 2005.

## Giải thưởng
| Giải thưởng           | Winner        |
| --------------------- | ------------- |
| Vua phá lưới          | Lee Seung-Woo |
| Cầu thủ xuất sắc nhất | Lee Seung-Woo |

## Danh sách cầu thủ ghi bàn
5 bàn
- Lee Seung-Woo

4 bàn
- Cameron Joice
- Han Kwang-Song
- Anas Al-Aji

3 bàn
- Choe Song-Hyok
- Hassan Palang
- Abd Al-Rahman Barakat
- Sukhrob Nurulloev

2 bàn
- Jake Brimmer
- Reza Karimi
- Reza Shekari
- Daiki Suga
- Muhammad Najmuddin
- Jong Chang-Bom
- Jang Gyeol-Hee
- Mohammad Jaddoua
- Jonibek Kuchimov
- Mahmudxojiyev Shokhrukh

1 bàn
- Daniel Arzani
- Jackson Bandiera
- Charlie Devereux
- Daniel Maskin
- Kosta Petratos
- Jamal Reiners
- Doãn Lưu Vũ
- Hà Tân
- Mohammad Shamsi
- Mohammad Soltanimehr
- Nagasawa Ryosuke
- Ritsu Doan
- Takumi Sasaki
- Takuya Yasui
- Toshiki Onozawa
- Salem Al-Bariki
- Abdulaziz Al-Hadiyah
- Khaled Mohammad
- Kogileswaran Raj
- Muhammad Syazwan
- Bimal Magar
- Kiran Sunar
- Ananta Tamang
- Ju Hyon-Hyok
- Pak Yong-Gwan
- Mohammad Al-Ubaidani
- Dhakil Al-Yahmadi
- Khalid Mazeed
- Mashhour Abdullah
- Khalid Dubaysh
- Choi Jae-Young
- Hwang Tae-Hyoen
- Jang Jae-Won
- Kim Jung-Min
- Lee Sang-Heon
- Lee Sang-Min
- Park Sang-Hyeok
- You Ju-An
- Yu Seung-Min
- Naeim Naem
- Samart Authairatsamee
- Saveliy Abramov
- Abdugani Ganijonov
- Khudoberdi Kholikov

Phản lưới nhà
- Shabaib Al-Khaldi (trong trận gặp Nepal)